# Gauliga Baden 1937/38
De Gauliga Baden 1937/38 was het vijfde voetbalkampioenschap van de Gauliga Baden. VfR Mannheim werd kampioen en plaatste zich voor de eindronde om de Duitse landstitel, waar de club in de groepsfase uitgeschakeld werd. 

## Eindstand
| Plaats | Club                 | Wed. | W  | G | V  | Saldo | Ptn.  |
| ------ | -------------------- | ---- | -- | - | -- | ----- | ----- |
| 1      | VfR Mannheim         | 18   | 13 | 2 | 3  | 43:24 | 28:8  |
| 2      | 1. FC Pforzheim      | 18   | 11 | 4 | 3  | 45:19 | 26:10 |
| 3      | SV Waldhof           | 18   | 10 | 3 | 5  | 47:25 | 23:13 |
| 4      | VfL Neckarau         | 18   | 9  | 4 | 5  | 32:20 | 22:14 |
| 5      | Freiburger FC        | 18   | 8  | 4 | 6  | 31:23 | 20:16 |
| 6      | Karlsruher FC Phönix | 18   | 7  | 4 | 7  | 29:31 | 18:18 |
| 7      | SpVgg Sandhofen      | 18   | 7  | 2 | 9  | 21:31 | 16:20 |
| 8      | VfB Mühlburg         | 18   | 7  | 1 | 10 | 28:35 | 15:21 |
| 9      | Kehler FV            | 18   | 2  | 3 | 13 | 15:48 | 7:29  |
| 10     | Germania Brötzingen  | 18   | 1  | 3 | 14 | 16:51 | 5:31  |

|  | Kampioen, geplaatst voor nationale eindronde |
|  | Degradatie naar Bezirksliga                  |

## Promotie-eindronde

### Groep Noord
| Plaats | Club               | Wed. | Saldo | Ptn. |
| ------ | ------------------ | ---- | ----- | ---- |
| 1.     | Karlsruher FV      | 6    | 23:4  | 10:2 |
| 2.     | Amicitia Viernheim | 6    | 16:9  | 9:3  |
| 3.     | TSG Plankstadt     | 6    | 4:16  | 4:8  |
| 4.     | VfR Pforzheim      | 6    | 5:19  | 1:11 |

|  | Promotie naar Gauliga Baden 1938/39 |

### Groep Zuid
| Plaats | Club           | Wed. | Saldo | Ptn. |
| ------ | -------------- | ---- | ----- | ---- |
| 1.     | Offenburger FV | 4    | 7:4   | 6:2  |
| 2.     | SC Freiburg    | 4    | 14:8  | 4:4  |
| 3.     | VfR Konstanz   | 4    | 7:16  | 2:6  |